# (95016) Kimjeongho
(95016) Kimjeongho est un astéroïde de la ceinture principale.

## Description
(95016) Kimjeongho est un astéroïde de la ceinture principale. Il fut découvert le 9 janvier 2002 à Bohyunsan par Young-Beom Jeon. Il présente une orbite caractérisée par un demi-grand axe de 2,71 UA, une excentricité de 0,09 et une inclinaison de 2,8° par rapport à l'écliptique.

## Compléments